# Приготовьтесь, будет громко
«Приготовьтесь, будет громко» (англ. It Might Get Loud) — документальный фильм, снятый в 2008 году Дэвисом Гуггенхаймом. Кино о трех великих гитаристах, рассказанное их собственными словами, историями, событиями в личной жизни. Фильм собирает в одной студии трех разных представителей поколений игры на электрогитаре. У каждого из них свой путь. Фильм снимался сразу в 4 городах: в Лондоне, Нешвиле, Дублине и Лос-Анджелесе. Мировая премьера фильма состоялась 5 сентября 2008 года на Международном кинофестивале в Торонто.

## Сюжет
В фильме участвуют три знаменитых гитариста — Эдж, Джимми Пейдж и Джек Уайт. Они собираются вместе и рассказывают о своем творчестве. В фильме показаны ранние выступления музыкантов, освещена их биография и историческая обстановка тех лет.

## В ролях
- Эдж (The Edge) — U2
- Джимми Пейдж (Jimmy Page) — Led Zeppelin / The Yardbirds
- Джек Уайт (Jack White) — The White Stripes / The Raconteurs / The Dead Weather
- Даллас Шу (Dallas Shoo) — личный музыкальный техник Эджа.

## Художественные особенности
В фильме звучат музыкальные произведения, написанные главными героями и другими музыкантами.
Кульминацией фильма является очная встреча трёх гитаристов, названная «Саммит». В нескольких сценах три гитариста не только обсуждают музыкантов, оказавших на них влияние, и свою технику игры, но и совместно исполняют песни друг друга, показывая, как играть известные партии из I Will Follow, Dead Leaves and the Dirty Ground и In My Time of Dying. Фильм завершается совместным исполнением композиции The Weight группы The Band на акустических гитарах.

## Дополнительные факты
- В начале фильма Джек Уайт собирает импровизированную гитару из гвоздя, бутылки, доски, струны и звукоснимателя[англ.].
- В фильме Джимми Пейдж играет также на мандолине и терменвоксе.
- Журнал Rolling Stone Magazine в своем списке 100 лучших гитаристов за всю историю поместил Джимми Пейджа (номер 9), Джека Уайта (номер 17), Эджа (номер 24)